# أليكس طال
أليكس طال (بالعبرية: אלכס טל‏) هو عسكري إسرائيلي، ولد في 1946 في الاتحاد السوفيتي.